# برج كهرباء

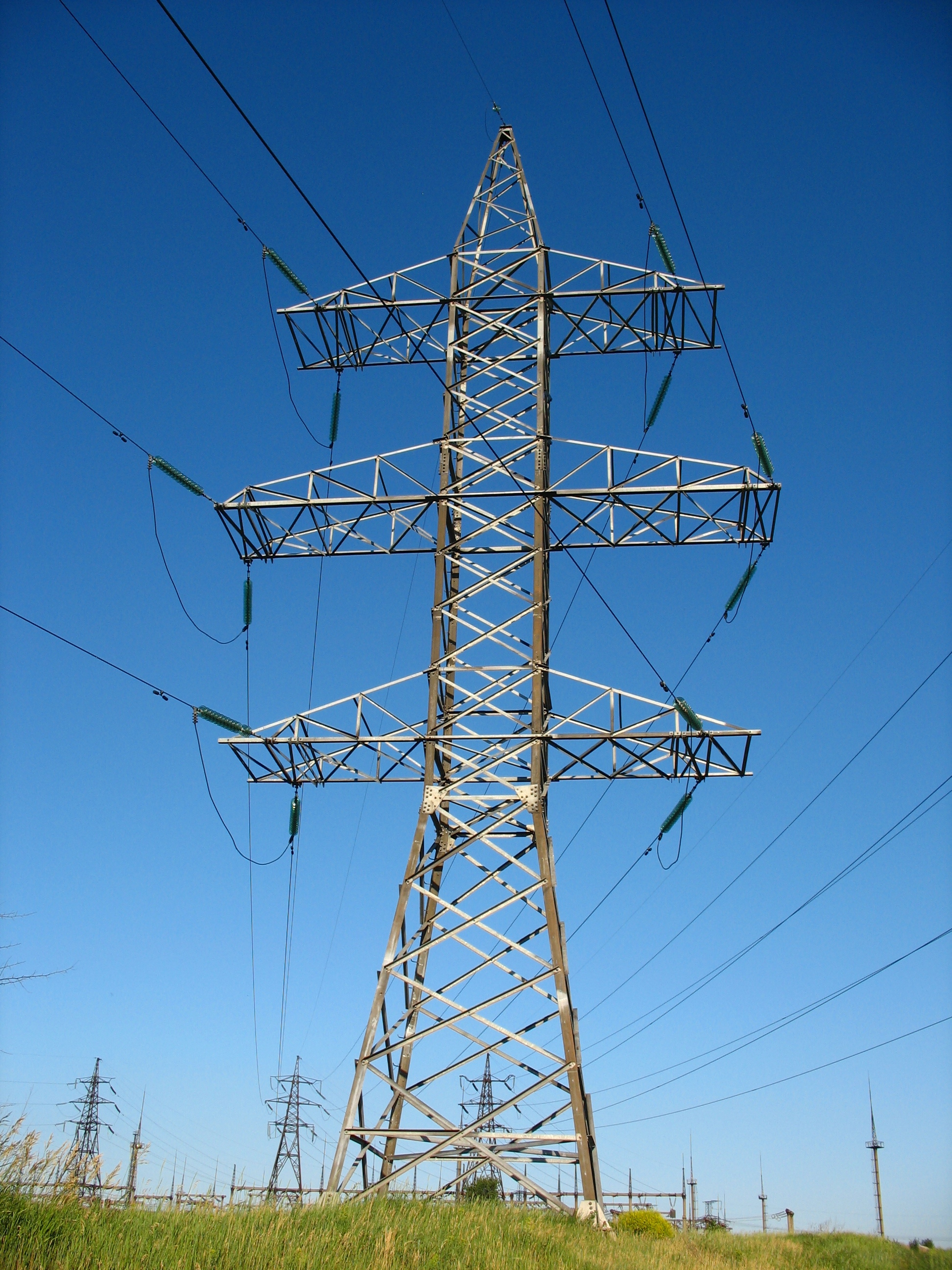
برج كهرباء

 أبراج نقل الطاقة الكهربائية  أو عمود الكهرباء هو هيكل طويل يصنع غالبا من الحديد. يستخدم في خطوط الجهد العالي لنقل الطاقة الكهربائية.
ويستخدم مع أنظمة التيار المتردد والتيار المستمر. وله العديد من الأشكال والأحجام، فيتراوح طوله بين 15 إلى 55 متر ( 49 إلى 180 قدم ). وبرج الجهد العالي في جزيرة تشوشان (220 كيلو فولت) هو أطول برج كهربي حيث يبلغ طوله 370 متر ( 1214 قدم).
يوجد أربع أنواع رئيسيه لأبراج الضغط العالي وهي: أبراج التعليق، أبراج النقل، أبراج الربط، أبراج خروج. ولكن يعيب أبراج الضغط العالي أنها تعتبر مثال للتلوث البصري، ولذلك يتم اللجوء إلى استخدام الكابلات الأرضية.

## التسمية

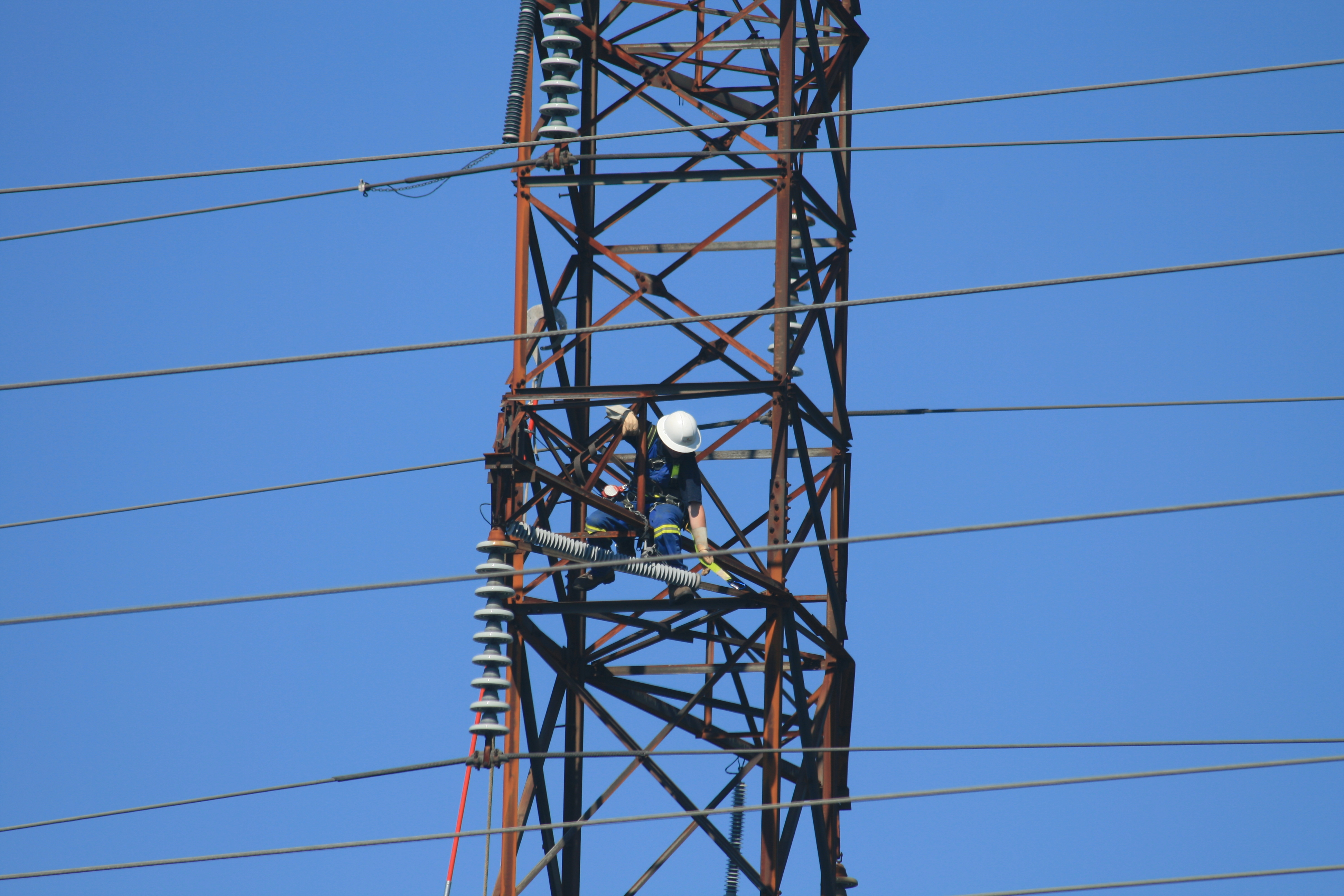
عامل يعمل على برج كهرباء

يتعدد اسم الهيكل من دولة إلى دولة أخرى على حسب ثقافتها ولهجتها فيطلق على هذة الهياكل في الولايات المتحدة ومصر والعديد من الدول التي تتحدث بالإنجليزية والعربية اسم برج كهربائي أو برج ضغط عالي . بينما يسمي في المملكة المتحدة بأعمدة الكهرباء .

## خطوط نقل جهد عالي للتيار المتردد

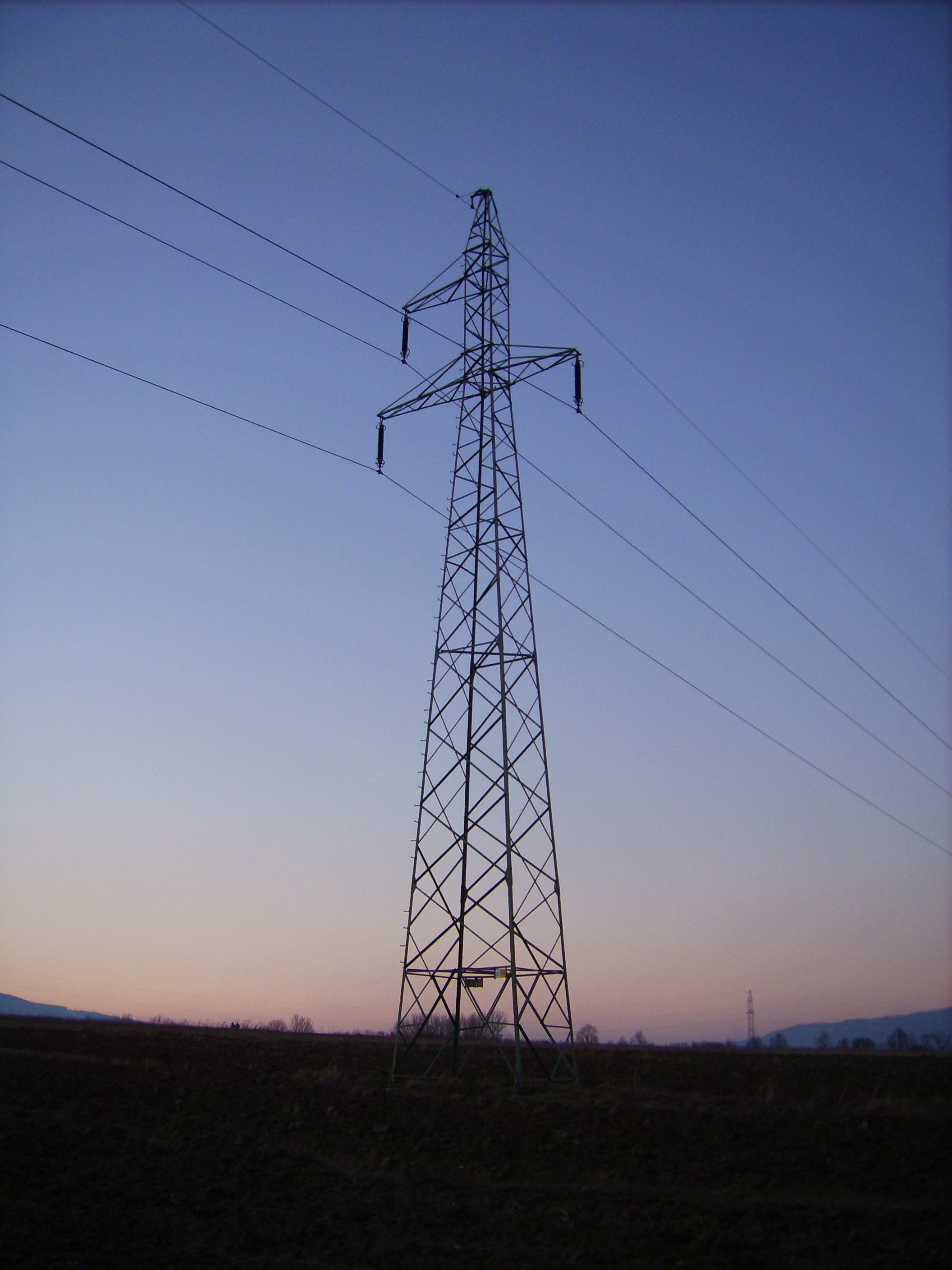
برج ضغط عالى للتيار المتردد ثلاثي الأوجه بدائرة واحدة

يتم استخدام التيار المتردد ثلاثي الأوجه مع الجهود العالية والتي تترواح من 66 كيلو فولت إلى 110 كيلو فولت , ومع الجهود العالية جدا والتي تتراوح من 110 كيلو فولت إلى 138 كيلو فولت وغالبا ما تتراوح بين 138 كيلو فولت إلى 230 كيلو فولت .

كلما زادت مسافة النقل زادت قيمة الجهد ويتكون البرج من موصلات (ويجب تصميم البرج ليتحمل ثلاث موصلات أو مضاعفات هذا الرقم كست موصلات ) , وعوازل تصنع عادة من الزجاج أو البورسلين وكذلك من أسلاك وترية طويلة من الألومنيوم ويتم صناعه الهيكل من الحديد وبأسلوب الجملون ويمكن أن يصنع الهيكل من الخشب كما في كندا , ألمانيا , إسكندنافيا . ويتم صناعة العوازل من البروسلين أو من الزجاج .
وفي العادة يتم توصيل سلكين في خطوط الضغط العالي للحماية من الصواعق .

## خطوط نقل جهد عالي للتيار المستمر

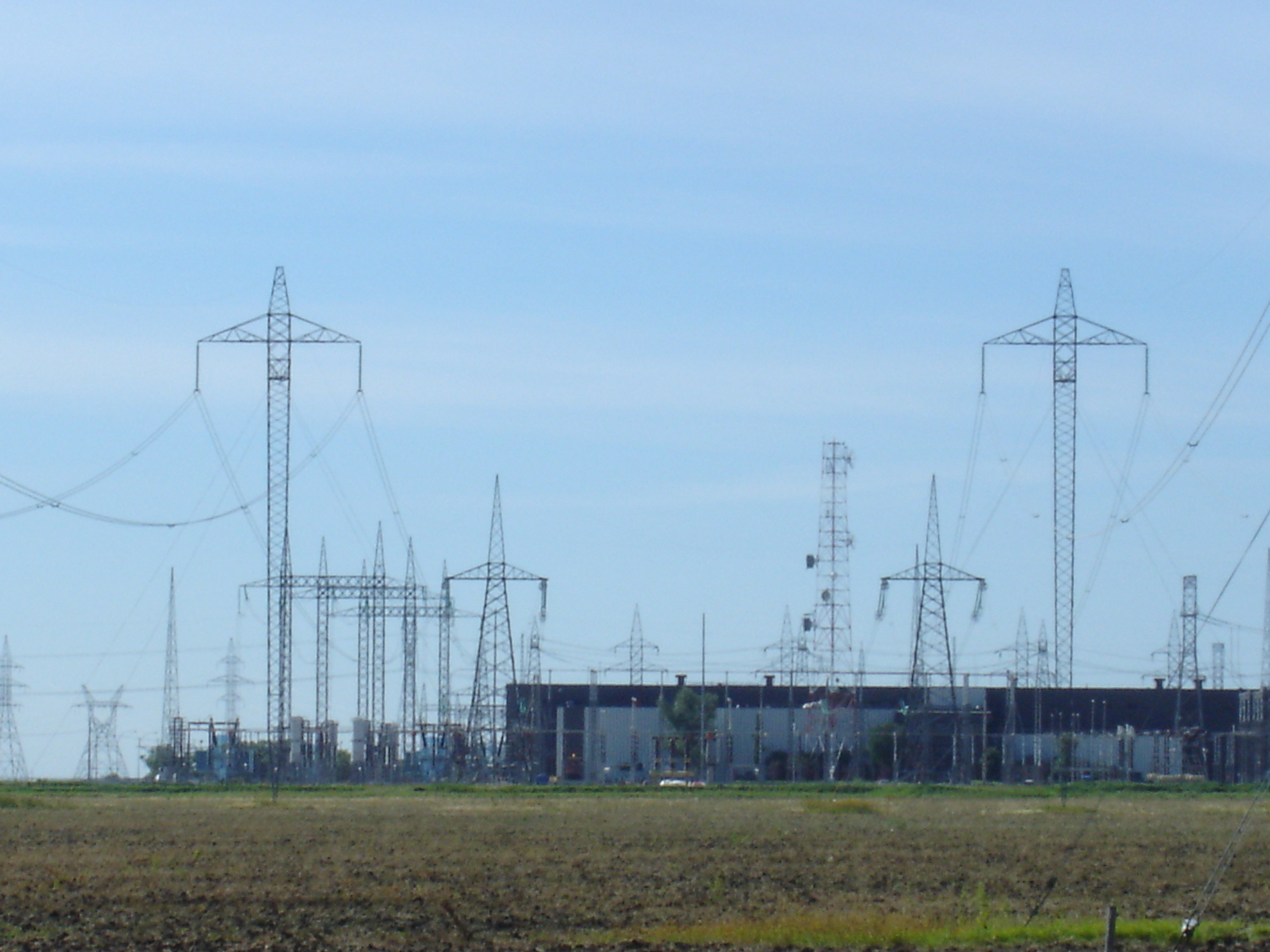
خطوط نقل جهد عالي مستمر لمسافات بعيدة بالطاقة الكهرمائية من نهر نلسون بكندا إلى هذه المنشأة والتي تقوم بتحويله إلى تيار مستمر للاستعمال في الشبكة المحلية

في مطلع القرن العشرين , حينما كان استغلال الكهرباء على نطاق واسع، فضل بعض العلماء أن يكون نقل التيار بواسطة تيار متردد وآخرين فضلوا نقل الطاقة الكهربائية بتيار مستمر .فكان شجار واختلاف كبير في الآراء، وسميت تلك المعركة الهندسية حرب التيارات ، وحسم التعارك آنداك لصالح نقل التيار المتردد ، الذي هو من سمات عصر الكهرباء الذي نعيشه حتى الآن .
والآن نعود إلى نفس المشكلة ويريد بعض التقنيون إعادة تطبيق طريقة نقل الكهرباء بواسطة التيار المستمر . فليس بعيدا أننا سنتعامل في المستقبل مع النوعين من نقل الطاقة في نفس الوقت، نظرا لأن لكل منهما ميزاته ومساوئه بالنسبة للتطبيقات في الإلكترونيات التي تزايد استخدامها في أيامنا الحالية.
في خطوط نقل الجهد العالي للتيار المستمر يكون النظام إما آحادي القطب أو ثنائي القطب . وفي الأنظمة ثنائية القطب يتم استخدام موصل واحد فقط على كل طرف من طرفي البرج . ويجب الحرص على وجود مانعات الصواعق لحماية الموصلات من التآكل الكهروكيميائي .

## أبراج لأنواع مختلفة من التيارات

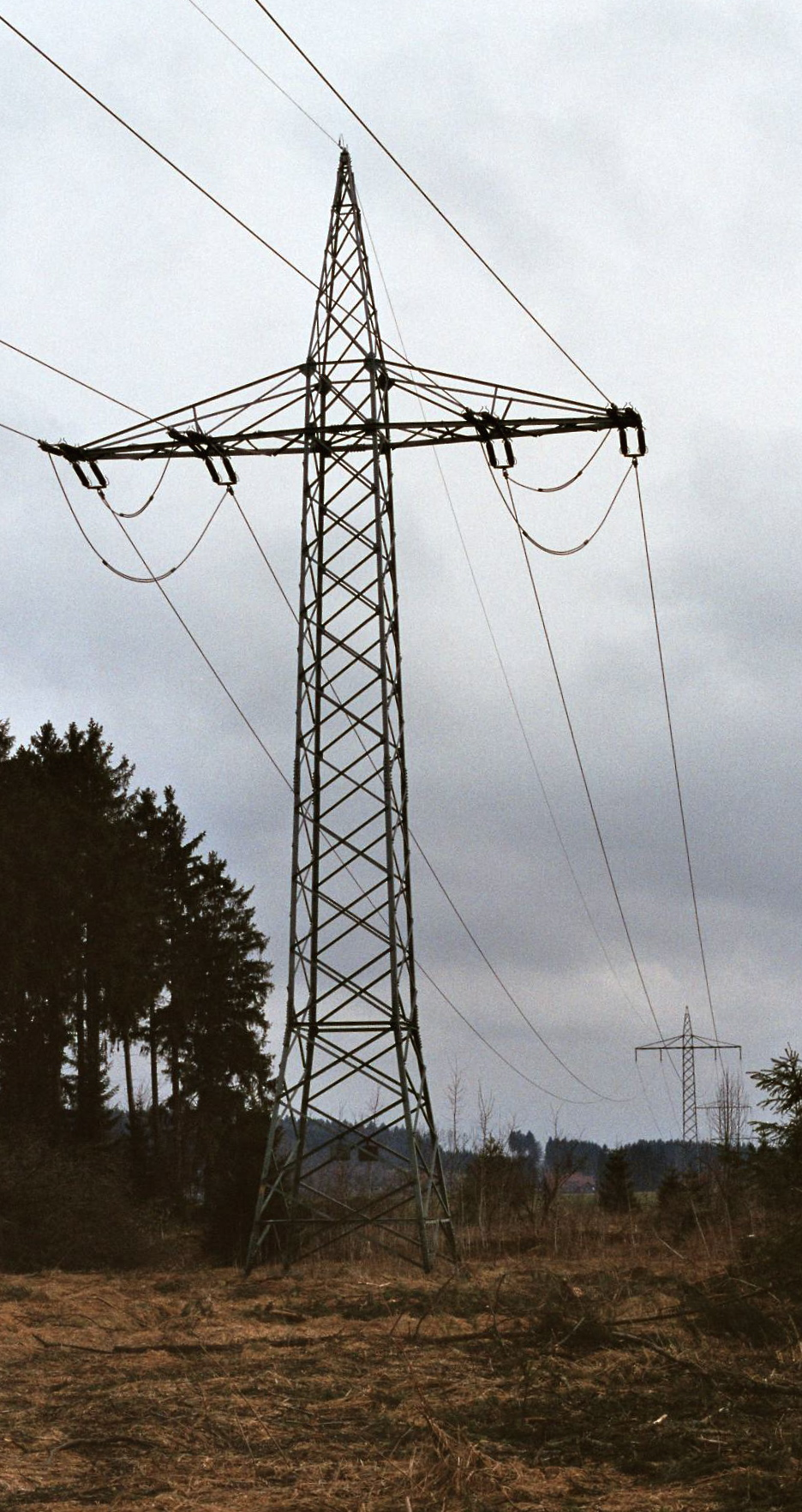
برج شد 110 كيلو فولت 16.67 هرتز في ألمانيا

يتم استخدام أبراج الجهد العالي لنقل أشكال عديدة من الطاقة سواء كانت لتيار مستمر أو لتيار متردد . وغالبا ما تكون جميع الدوائر على البرج تحمل جهد كهربي 50 كيلو فولت أو أكثر . ولكن يوجد أبراج تنقل جهد منخفض .

## تصميم البرج

### الهيكل

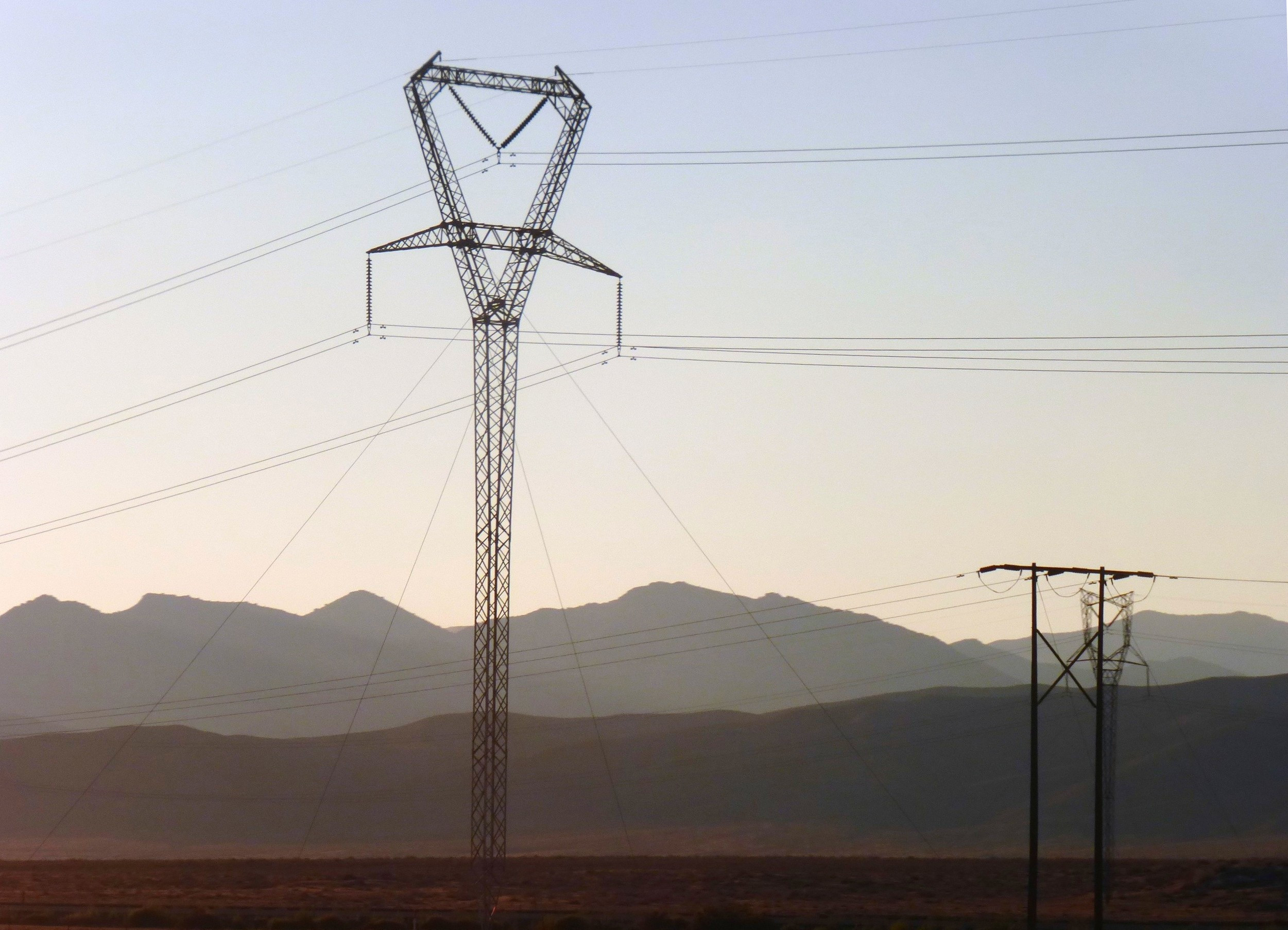
برج دلتا وهو خليط بين شكل Y وشكل V في نيفادا

يتم تصميم الأبراج على أن تكون ذاتيه الدعم بحيث تتحمل وزن الموصلات والرياح والجليد التي قد تهب من أي اتجاه، وتكون لهذة الأبراج قواعد مربعة الشكل وأربع نقاط اتصال مع الأرض .
ويتم تصميم البرج شبة المرن بحيث يمكن استخدام أسلاك التأريض لنقل الحمولة الميكانيكية للأبراج المجاورة، إذا حدث عطل في إحدى الموصلات الأصلية وأصبحت الأحمال غير متزنة .
وبالنسبة لبرج دلتا فإن له قاعدة صغيرة متصله بالأرض ويتم تصميمه على شكل V لتقليل تكلفة البناء .

### المواد

#### الصلب

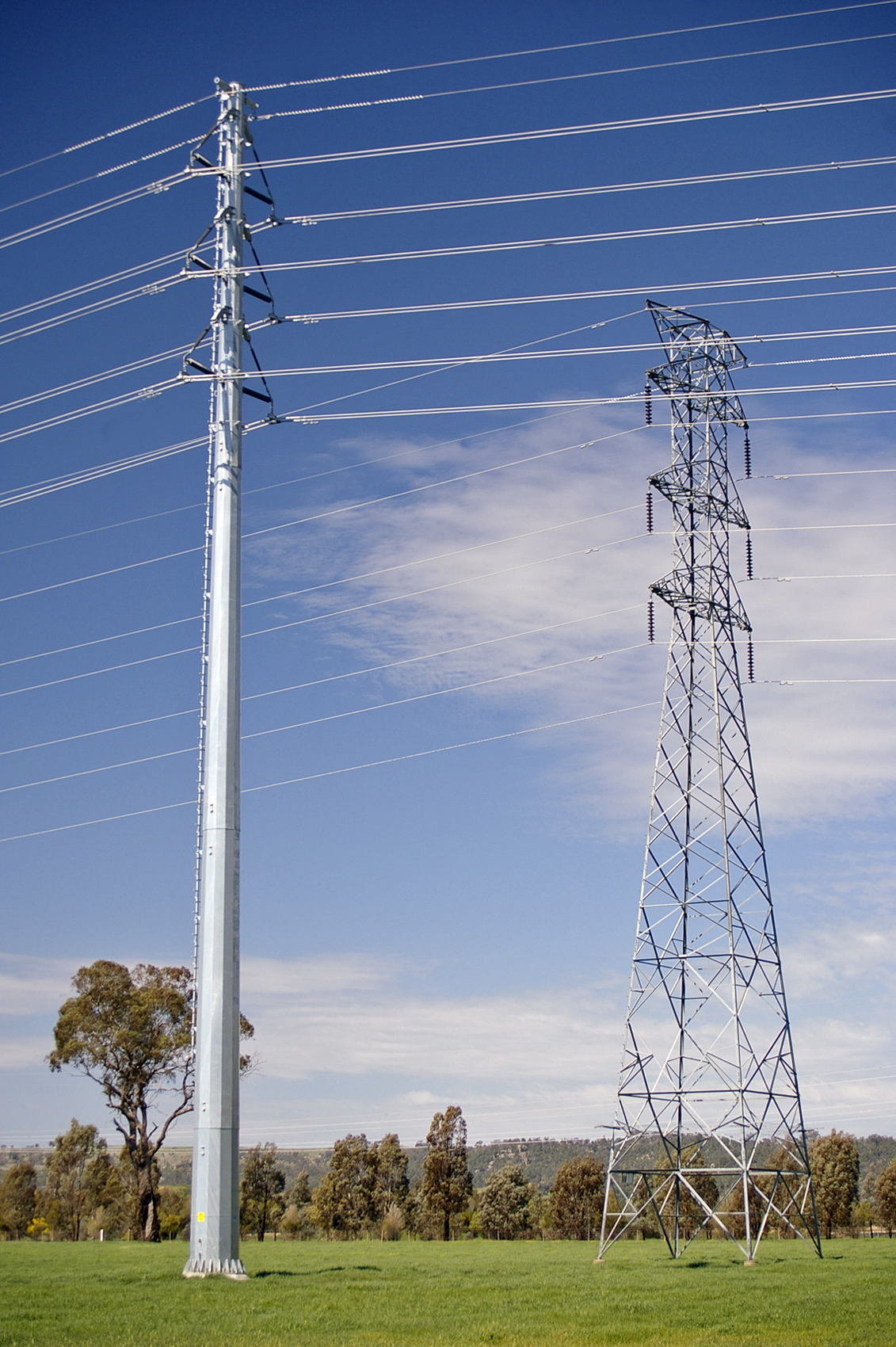
برج مصنوع من الصلب بجانب برج ذو مظهر شبكي في واجا واجا بأستراليا

غالبا ما يتم صناعة الأبراج من الصلب بسبب متانتها وسهولة تشكيلها وتركيبها .
في ألمانيا , يتم استخدام الأبراج المصنوعة من الصلب لنقل الجهود المتوسطة، وفي بعض الأحيان للجهود العالية والتي تصل قيمتها إلى أعلى من 110 كيلو فولت . بينما في فرنسا , تستخدم لنقل جهود تصل إلى 380 كيلو فولت .وفي الولايات المتحدة , تستخدم لنقل جهود تصل إلى 500 كيلو فولت .

#### الأبراج ذات المظهر الشبكي
تصنع هياكل الأبراج ذات المظهر الشبكي من الصلب أو الألومنيوم . ويتم استخداما كخط جهد عالي لكل الجهود سواء كانت عالية أو متوسطة أو صغيرة . ولكن يتم استخدامها بكثرة مع الجهود العالية .
غالبا ما يتم صناعة الهيكل من الصلب المجلفن، بينما يتم استخدام الألومنيوم في المناطق الجبلية لأن النقل يكون باستخدام الطائرات الهليكوبتر ,أو مع البيئات التي تسبب تآكل الصلب ويتميز أيضا برخص تكلفة تركيبة . وتم تصميمه مثل الصلب مع مراعاه اختلاف معامل يونغ للمعدنين .

#### الخشب

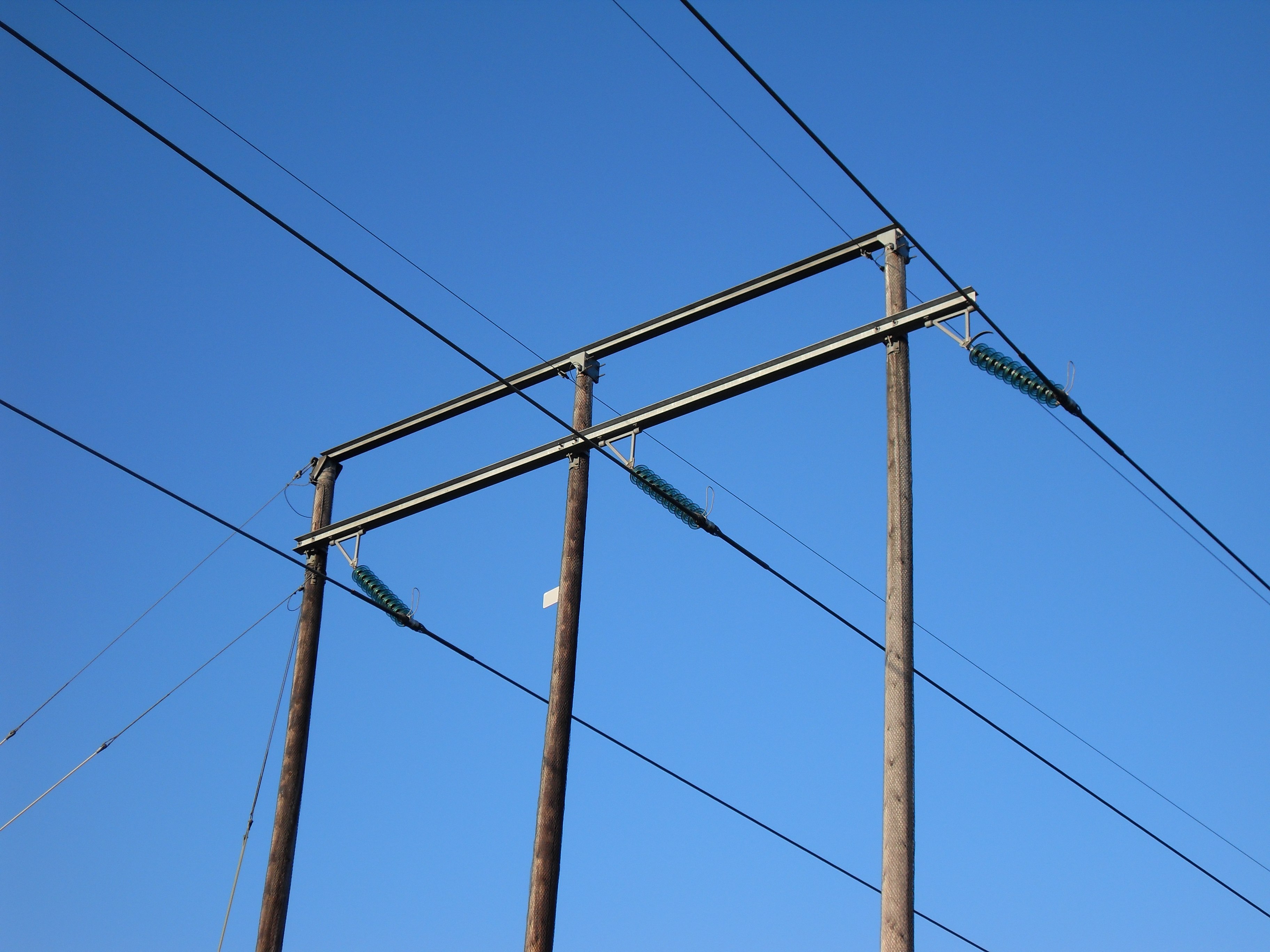
عارضة من الخشب والحديد

نادرا ما يتم استخدام الخشب في صناعة أبراج الضغط العالي لصعوبة بناء هيكل طولة أكثر من 30 متر من الخشب فقط . ولكن يدخل في بناء اطارات على شكل H أو إطار على شكل K .
لا يتم استخدام الخشب في بناء الأبراج التي تحمل جهد أكبر من 30 كيلو فولت . ولكن في بلاد مثل كندا والولايات المتحدة يتم بناء أبراج من الخشب تحمل جهد يصل إلى 345 كيلو فولت لقله التكلفة . وحتي مع دخول عام 2012 ما زالت هناك أبراج مصنوعة من الخشب تستخدم لنقل جهود تصل إلى 345 كيلو فولت. ويمكن استخدام هذة الأبراج بشكل مؤقت حتى يتم بناء الهياكل الحديدية .

#### الخرسانة

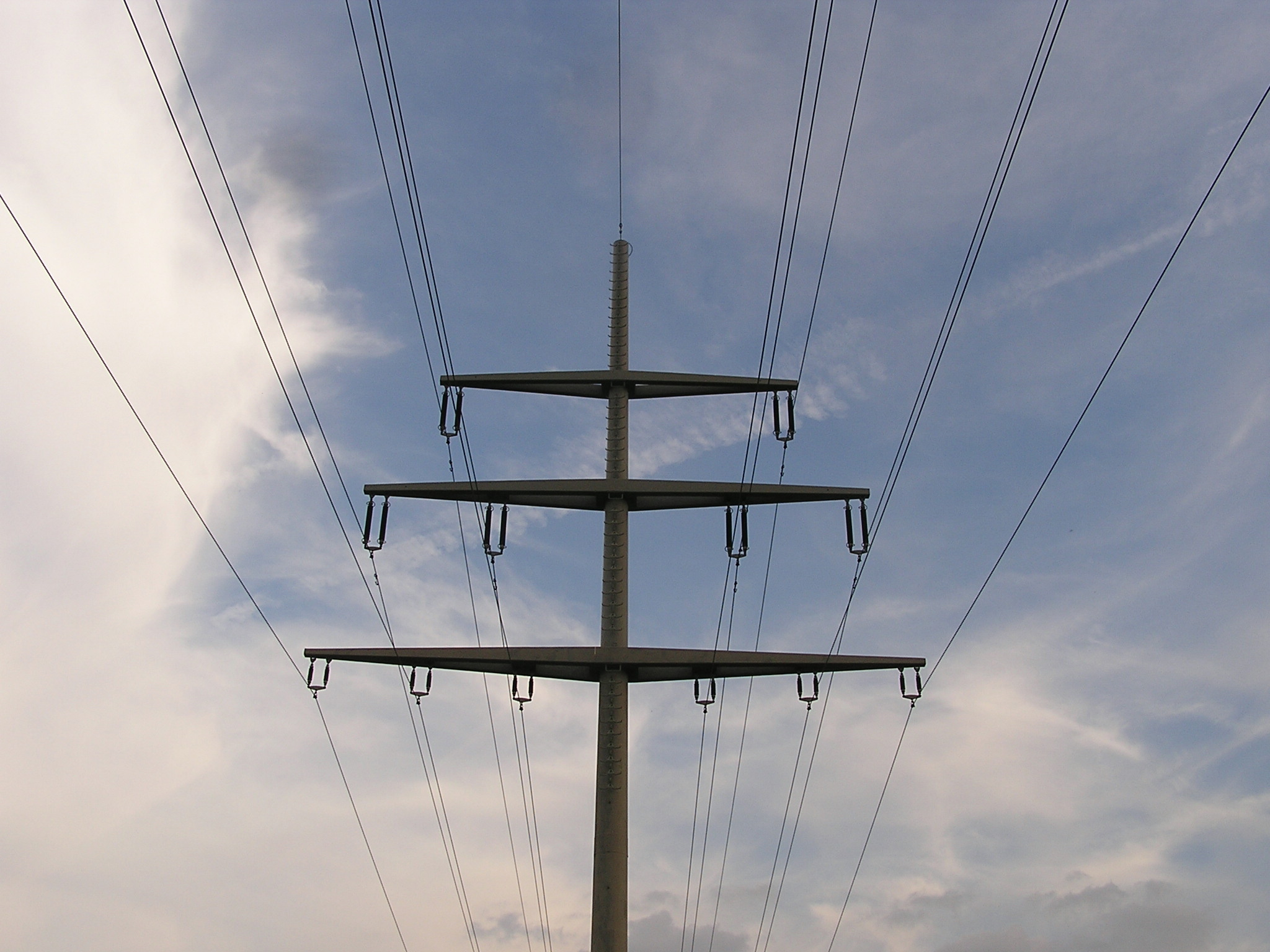
برج جهد عالى مصنوع من الخرسانة في ألمانيا

يتم استخدام الأبراج الخرسانية في أنظمة نقل وتوزيع الطاقة الكهربائية . ويتراوح مدى هذة الأبراج من 25 كيلو فولت إلى 230 أو 345 كيلو فولت . ويوجد أطول برج ضغط عالي في سويسرا ويبلغ طوله 59.5 متر , ويستخدم لنقل 380 كيلو فولت . وتوجد هذة الأبراج بكثرة في كندا والولايات المتحدة .

## تصميمات خاصة
في بعض الأحيان (على وجه الخصوص على الأبراج الشبكية الفولاذية لأعلى مستويات الجهد) يتم تركيب محطات الإرسال، ويتم تركيب الهوائيات في الجزء العلوي فوق أو أسفل السلك الأرضي العلوي. عادةً ما تكون هذه التركيبات مخصصة لخدمات الهاتف المحمول أو الراديو العامل لشركة تزويد الطاقة، ولكن أيضًا في بعض الأحيان لخدمات الراديو الأخرى، مثل الراديو الاتجاهي. وهكذا تم بالفعل تركيب هوائيات الإرسال لأجهزة إرسال راديو إف إم والتلفزيون منخفضة الطاقة على أبراج. على برج معبر إلبه1، توجد منشأة رادار تابعة لمكتب المياه والملاحة في هامبورغ. من أجل عبور الوديان العريضة، يجب الحفاظ على مسافة كبيرة بين الموصلات لتجنب حدوث دوائر قصر ناتجة عن اصطدام كابلات الموصلات أثناء العواصف. لتحقيق ذلك، في بعض الأحيان يتم استخدام صاري أو برج منفصل لكل موصل. لعبور الأنهار والمضائق العريضة بسواحل مستوية، يجب بناء أبراج عالية جدًا بسبب ضرورة وجود خلوص ارتفاع كبير للملاحة. يجب أن تكون هذه الأبراج والموصلات التي تحملها مجهزة بمصابيح سلامة الطيران وعاكسات. اثنان من المعابر النهرية العريضة المعروفة هما معبر إلبه 1 ومعبر إلبه 2. والأخيرة لديها أطول صواري علوية في أوروبا، بارتفاع 227 مترًا (745 قدمًا). في إسبانيا، يتميز الخط العلوي الذي يعبر الأبراج في خليج قادس الإسباني ببناء مثير للاهتمام بشكل خاص. يبلغ ارتفاع أبراج العبور الرئيسية 158 مترًا (518 قدمًا) مع وجود ذراع عرضي واحد فوق هيكل إطار فوستوم. أطول امتداد للخط العلوي هو عبور سوجنيفجورد النرويجي (4,597 م (15,082 قدمًا) بين صاريتين) و أميراليك سبان في جرينلاند (5,376 م (17,638 قدمًا)). في ألمانيا، الخط العلوي لعبور EnBW AG في إياتل لديه أطول امتداد في البلاد عند 1,444 متر (4,738 قدمًا). من أجل إسقاط الخطوط العلوية في الوديان شديدة الانحدار والعميقة، يتم استخدام الأبراج المائلة أحيانًا. يتم استخدامها في سد هوفر، الواقع في الولايات المتحدة، لتنزيل جدران الجرف في بلاك كانيون في كولورادو. في سويسرا، يوجد برج مائل بحوالي 20 درجة إلى الاتجاه الرأسي بالقرب من سارجانز، سانت غالنز. تُستخدم صواري شديدة الانحدار في برجين بجهد 380 كيلوفولت في سويسرا، حيث يتم ثني أعلى 32 مترًا من أحدهما بمقدار 18 درجة إلى الوضع الرأسي. تكون مداخن محطة الطاقة أحيانًا مجهزة بأعمدة عرضية لتثبيت موصلات الخطوط الصادرة. بسبب المشاكل المحتملة مع التآكل بواسطة غازات المداخن، فإن مثل هذه الإنشاءات نادرة جدًا. سيتم استخدام نوع جديد من الصرح، يسمى أبراج وينتراك، في هولندا بدءًا من عام 2010. تم تصميم الأبراج كهيكل بسيط من قبل المهندسين المعماريين الهولنديين الزورتس وجانسما. جعل استخدام القوانين الفيزيائية للتصميم تقليل المجال المغناطيسي ممكنًا. أيضًا، يتم تقليل التأثير البصري على المناظر الطبيعية المحيطة.
يظهر برجان على شكل مهرج في المجر، على جانبي الطريق السريع M5، بالقرب من جارتيان. تم إقران قاعة مشاهير كرة القدم الاحترافية في كانتون، أوهايو، بالولايات المتحدة، وشركة الكهرباء الأمريكية لتصور وتصميم وتثبيت أبراج على شكل ما بعد الهدف تقع على جانبي الطريق السريع 77 بالقرب من القاعة كجزء من ترقية البنية التحتية للطاقة. برج ميكي هو برج إرسال على شكل ميكي ماوس على جانب الطريق السريع 4، بالقرب من عالم والت ديزني في أورلاندو، فلوريدا.

## التجميع
قبل إنشاء أبراج النقل، يتم اختبار النماذج الأولية للأبراج في محطات اختبار الأبراج. هناك عدة طرق يمكن من خلالها تجميعها وتركيبها: الصرح المشدود المؤقت بجوار برج جديد بدأ العمل به يمكن تجميعها أفقيًا على الأرض وتركيبها بواسطة كابل الدفع والسحب. نادرًا ما تستخدم هذه الطريقة بسبب مساحة التجميع الكبيرة المطلوبة.
يمكن تجميعها عموديًا (في وضعها النهائي المستقيم). تم تجميع الأبراج الشاهقة جدًا، مثل معبر نهر اليانغتسي، بهذه الطريقة.
يمكن استخدام رافعة جين بول لتجميع الأبراج الشبكية. يستخدم هذا أيضًا لأعمدة الكهرباء.
يمكن أن تعمل المروحيات كرافعات هوائية لتجميعها في مناطق ذات إمكانية وصول محدودة. يمكن أيضًا تجميع الأبراج في مكان آخر ونقلها بالطائرة إلى مكانها على يمين الطريق. يمكن أيضًا استخدام المروحيات لنقل الأبراج المفككة للتخريد.

## العلامات
تصدر منظمة الطيران المدني الدولي توصيات بشأن علامات الأبراج والموصلات المعلقة بينها. ستجعل بعض الولايات القضائية هذه التوصيات إلزامية، على سبيل المثال، يجب أن يكون لبعض خطوط الكهرباء علامات سلكية علوية موضوعة على فترات، وأن أضواء التحذير توضع على أي أبراج عالية بما فيه الكفاية،  وينطبق هذا بشكل خاص على أبراج النقل القريبة إلى المطارات. غالبًا ما تحتوي أبراج الكهرباء على بطاقة تعريف تحمل اسم الخط (إما النقاط النهائية للخط أو التعيين الداخلي لشركة الطاقة) ورقم البرج. هذا يجعل تحديد موقع العيب لشركة الطاقة التي تمتلك البرج أسهل. أبراج النقل، مثلها مثل الأبراج الشبكية الفولاذية الأخرى بما في ذلك أبراج البث أو الهواتف المحمولة، يتم تمييزها بعلامات تثبط وصول الجمهور بسبب خطر الجهد العالي. غالبًا ما يتم تحقيق ذلك بعلامة تحذير من الجهد العالي. في أوقات أخرى، يتم تمييز نقطة الوصول بالكامل إلى ممر الإرسال بعلامة.

## وظائف البرج
يمكن تصنيف هياكل الأبراج حسب الطريقة التي تدعم بها موصلات الخط. تدعم هياكل التعليق الموصل عموديًا باستخدام عوازل التعليق. تقاوم هياكل الإجهاد صافي التوتر في الموصلات وترتبط الموصلات بالهيكل من خلال عوازل الضغط. تدعم الهياكل المسدودة الوزن الكامل للموصل وأيضًا كل التوتر الموجود فيه، كما تستخدم عوازل الضغط. تصنف الهياكل على أنها تعليق مماس، تعليق زاوية، إجهاد مماس، إجهاد زاوية، طريق مسدود مماس، زاوية طريق مسدود. عندما تكون الموصلات في خط مستقيم، يتم استخدام برج مماس. تستخدم أبراج الزاوية حيث يجب أن يغير الخط اتجاهه.

## تقاطع الأذرع وترتيب الموصلات
بشكل عام، هناك حاجة لثلاثة موصلات لكل دائرة كهربائية ثلاثية الطور، على الرغم من أن الدوائر أحادية الطور والتيار المستمر تُحمل أيضًا على الأبراج. قد يتم ترتيب الموصلات في مستوى واحد، أو باستخدام عدة أذرع متقاطعة يمكن ترتيبها في نمط متماثل تقريبًا ومثلث لموازنة ممانعات المراحل الثلاث. إذا كان مطلوبًا حمل أكثر من دائرة وكان عرض يمين الطريق لا يسمح باستخدام أبراج متعددة، فيمكن حمل دائرتين أو ثلاث دوائر على نفس البرج باستخدام عدة مستويات من الأذرع المتقاطعة. غالبًا ما تكون الدوائر المتعددة هي نفس الجهد، ولكن يمكن العثور على الفولتية المختلطة في بعض الهياكل.

## ميزات أخرى

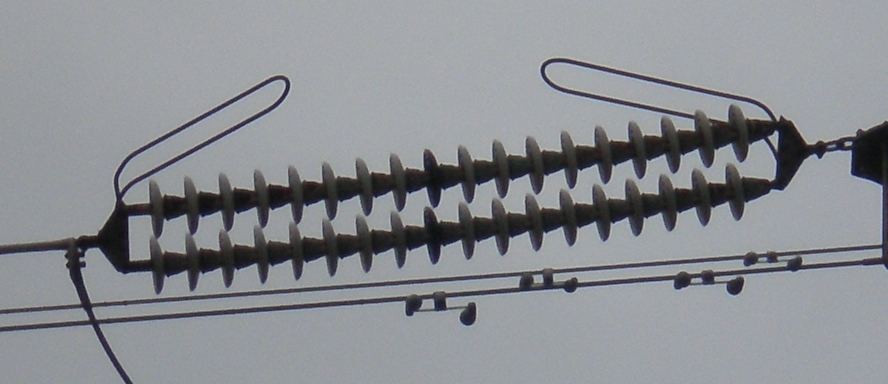
العوازل في برج الكهرباء

### عوازل
تقوم العوازل بعزل الجانب الحي لكابلات النقل كهربائيًا عن هيكل البرج والأرض. هم إما أقراص زجاجية أو خزفية أو عوازل مركبة تستخدم مطاط السيليكون أو مادة المطاط (EPDM). يتم تجميعها في خيوط أو قضبان طويلة تعتمد أطوالها على جهد الخط والظروف البيئية. باستخدام الأقراص، يتم تكبير أقصر مسار كهربائي سطحي بين الأطراف مما يقلل من فرصة التسرب في الظروف الرطبة.

### مخمدات ستوكبريدج
تضاف مخمدات (Stockbridge) إلى خطوط النقل على بعد متر أو مترين من البرج. وهي تتكون من طول قصير من الكبل مثبت في مكان موازٍ للخط نفسه ومثقل في كل طرف. تم تصميم الحجم والأبعاد بعناية لتثبيط أي تراكم للتذبذب الميكانيكي للخطوط الذي يمكن أن يحدث بسبب الاهتزاز الميكانيكي على الأرجح بسبب الرياح. بدونها من الممكن أن تتولد موجة راكدة التي يمكن أنّ تنمو في الحجم وتدمر الخط أو البرج.

### الأبواق المنحنية
تضاف الأبواق المنحنية أحيانًا إلى نهايات العوازل في المناطق التي قد تحدث فيها زيادة في الجهد. قد يكون سبب هذه الضربات الصاعقة أو في عمليات التحويل. إنها تحمي عوازل خط الطاقة من التلف الناتج عن الانحناء. يمكن رؤيتها على أنها أنابيب معدنية مستديرة في أي من طرفي العازل وتوفر مسارًا إلى الأرض في الظروف القصوى دون إتلاف العازل.

### الأمن المادي
ستتمتع الأبراج بمستوى من الأمان المادي لمنع أفراد الجمهور أو الحيوانات المتسلقة من الصعود إليها. قد يتخذ هذا شكل سياج أمني أو حواجز تسلق مضافة إلى الأرجل الداعمة. تتطلب بعض البلدان أن تكون الأبراج الفولاذية الشبكية مجهزة بحاجز من الأسلاك الشائكة على ارتفاع 3 أمتار (9.8 قدم) تقريبًا فوق سطح الأرض لردع التسلق غير المصرح به. غالبًا ما توجد مثل هذه الحواجز في الأبراج القريبة من الطرق أو في مناطق أخرى يسهل وصول الجمهور إليها، حتى في حالة عدم وجود متطلبات قانونية. في المملكة المتحدة، كل هذه الأبراج مزودة بأسلاك شائكة.

## أبراج نقل الكهرباء البارزة
تعتبر أبراج نقل الكهرباء التالية جديرة بالملاحظة بسبب ارتفاعها الهائل وتصميمها غير العادي وموقع البناء غير المعتاد أو استخدامها في الأعمال الفنية.
| البُرج                                                            | التاريخ   | الدولة                     | المدينة                       | الارتفاع                 | ملاحظات                                                                                                   |
| وصلة خط الطاقة الهوائية الفرعية جينتانع-سي إي                    | 2018-2019 | الصين                      | جزيرة جينتانج                 | 380 م                    | تمتد بطول 2656 مترًا بين جزيرة جينتانج وجزيرة سيزي                                                         |
| جزيرة تشوشان العلوية باورلاين                                    | 2009–2010 | الصين                      | جزيرة داماو                   | 370 م                    | أعلى أبراج طاقة في العالم تم بناؤها بواسطة ستيت غريد                                                      |
| معبر نهر جيانجين اليانغتسى                                       | 2003      | الصين                      | جيانجين                       | 346.5 م                  | |
| أمازوناس معبر خط نقل توكوروي                                     | 2013      | البرازيل                   | قرب الميريم                   | 295 م                    | أطول أبراج كهرباء في أمريكا الجنوبية                                                                      |
| معبر خط كهرباء نهر اليانغتسى بين شانغهاي وهواينان باورلاين       | 2013      | الصين                      | غاوغوجين                      | 269.75 م                 | |
| معبر نهر اليانغتسى نانجينغ                                       | 1992      | الصين                      | نانجينغ                       | 257 م                    | أطول أبراج من الخرسانة المسلحة في العالم                                                                  |
| أبراج معبر نهر اللؤلؤ                                            | 1987      | الصين                      | نهر اللؤلؤ                    | 253 م + 240 م            | |
| معبر نهر أورينوكو                                                | 1990      | فنزويلا                    | كاروني                        | 240                      | |
| معبر نهر هوجلى                                                   |           | الهند                      | دايموند هاربور                | 236                      | |
| أبراج ميسينا                                                     | 1957      | إيطاليا                    | ميسينا                        | 232 م (224 م بدون بدروم) | لم تعد تستخدم كأبراج                                                                                      |
| HVDC نهر اليانغتسى معبر ووهو                                     | 2003      | الصين                      | ووهو                          | 229 م                    | أطول أبراج كهرباء مستخدمة في HVDC                                                                         |
| معبر إلبه 2                                                      | 1976–1978 | ألمانيا                    | شتاده                         | 227 م                    | أطول أبراج الكهرباء لا يزال قيد الاستخدام في أوروبا                                                       |
| معبر تشوشي باورلاين                                              | 1962      | اليابان                    | تاكيهارا                      | 226                      | أطول أبراج كهرباء في اليابان                                                                              |
| قناة عبور دقي                                                    | 1997      | اليابان                    | تاكيهارا                      | 223                      | |
| عبور الخط الهوائي لقناة السويس                                   | 1998      | مصر                        |                               | 221 م                    | |
| معبر هواينان لوهي باورلاين                                       | 1989      | الصين                      | هواينان                       | 202.5 م                  | أبراج من الخرسانة المسلحة                                                                                 |
| معبر نهر اليانغتسى HVDC شيانغجيابا - شنغهاي                      | 2009      | الصين                      | ???                           | 202                      | |
| بالاكوفو 500 كيلوفولت معبر وولجا، برج الشرق                      | 1983–1984 | روسيا                      | بالاكوفو                      | 197                      | أطول برج كهربائي في روسيا والاتحاد السوفيتي السابق                                                        |
| لين جي بي إي - قناة عبور                                         | 1993      | اليابان                    | ريهوكو                        | 195 م                    | |
| معبر دويل شيلدت باورلاين 2                                       | 2019      | بلجيكا                     | أنتويرب                       | 192 م                    | العبور الثاني لنهر شيلد                                                                                   |
| 400 كيلو فولت معبر التايمز                                       | 1965      | المملكة المتحدة            | ويست ثوروك                    | 190                      | |
| معبر إلبه 1                                                      | 1958–1962 | ألمانيا                    | شتاده                         | 189 م                    | |
| معبر أنتويرب ديورجانك دوك                                        | 2000      | بلجيكا                     | أنتويرب                       | 178 م                    | عبور لرصيف الحاويات                                                                                       |
| خط نقل كارابونجو - كارابايلو                                     | 2015      | البيرو                     | ليما                          | 176 م                    | عبور نهر ريماك                                                                                            |
| معبر تريسي سانت لورانس نهر باورلاين                              | ?         | كندا                       | تريسي                         | 174.6 م                  | أطول برج كهربائي في كندا                                                                                  |
| دويل شيلد باورلاين معبر 1                                        | 1974      | بلجيكا                     | أنتويرب                       | 170 م                    | مجموعة من برجين مع برج واحد يقع في وسط نهر شيلدي                                                          |
| عبور صن شاين ميسيسيبي باورلاين                                   | 1967      | الولايات المتحدة الأمريكية | سانت غابرايل، لويزيانا        | 164.6 م                  | أطول أبراج كهرباء في الولايات المتحدة                                                                     |
| معبر ليككيرك 1                                                   | 1970      | هولندا                     | ليككيرك                       | 163 م                    | أطول عبور في هولندا                                                                                       |
| عبور خط البوسفور العلوي الثالث                                   | 1999      | تركيا                      | اسطنبول                       | 160 م                    | |
| بالاكوفو 500 كيلو فولت معبر الفولغا، البرج الغربي                | 1983–1984 | روسيا                      | بالاكوفو                      | 159 م                    | |
| أبراج قادس                                                       | 1957–1960 | اسبانيا                    | قادس                          | 158 م                    | |
| معبر خليج ماراكايبو باورلاين                                     | ?         | فنزويلا                    | ماراكايبو                     | 150 م                    | أبراج على القيسونات                                                                                       |
| معبر نهر ميريدوسيا - إيبافا إلينوي                               | 2017      | الولايات المتحدة الأمريكية | بيردستاون                     | 149.35 م                 | |
| معبر أوست سيفيرن باورلاين                                        | 1959      | المملكة المتحدة            | أوست                          | 148.75 م                 | |
| 132 كيلو فولت معبر التايمز                                       | 1932      | المملكة المتحدة            | ويست ثوروك                    | 148.4 م                  | هُدم في عام 1987                                                                                           |
| معبر كرمسوندت باورلاين                                           | ?         | النرويج                    | كرمسوندت                      | 143.5 م                  | |
| معبر ليمفيوردين باورلاين العلوية 2                               | ?         | الدنمارك                   | ريروب                         | 141.7 م                  | |
| نهر سانت لورانس HVDC كيبيك-نيو إنجلاند عبور خط الكهرباء العلوي   | 1989      | كندا                       | ديشامبولت جروندين             | 140 م                    | تم تفكيكه عام 1992                                                                                        |
| أبراج فوردة                                                      | 1926      | ألمانيا                    | فوردة                         | 138 م                    | |
| معبر كولبراند باورلاين                                           | ?         | ألمانيا                    | هامبورغ                       | 138 م                    | |
| معبر بريمن فارج ويسر باورلاين                                    | ?         | ألمانيا                    | بريمن                         | 135 م                    | |
| أبراج معبر غسم                                                   | 1984      | إيران                      | مضيق غسم                      | 130 م                    | برج واحد يقف على صندوف في البحر                                                                           |
| برج شوخوف على نهر أوكا                                           | 1929      | روسيا                      | دزيرجينسك                     | 128 م                    | هيكل قطع زائدي، برجان، أحدهما هُدم                                                                         |
| تارشومين برج معبر تارشومين-أوميانكي i فيستولا باورلاين           | ?         | بولندا                     | تارشومين                      | 127 م                    | |
| برج سكولوين كروز سكولوين إنوجشي أودرا باورلاين                   | ?         | بولندا                     | سكولوين                       | 126 م                    | |
| معبر باورلاين دنيبرو إنرهودار 2                                  | 1977      | أوكرانيا                   | إنرهودار                      | 126 م                    | |
| إنوجشي برج كروز سكولوين إنوجشي أودرا باورلاين                    | ?         | بولندا                     | Inoujscie                     | 125 م                    | |
| عبور خط البوسفور العلوي 2                                        | 1983      | تركيا                      | اسطنبول                       | 124 م                    | |
| خط عبور نهر تيستا                                                | 1985      | الهند                      | جالبايجوري                    | 120 م                    | القواعد الخرساتيه التي على شكل خوازيق                                                                     |
| معبر دويسبورغ-وانهايم باورلاين الراين                            | ?         | ألمانيا                    | دويسبورغ                      | 122 م                    | |
| برج أوميانكي معبر تارشومين-أوميانكي فيستولا باورلاين             | ?         | بولندا                     | أوميانكي                      | 121 م                    | |
| معبر خط الحزام الصغير العلوي 2                                   | ?         | الدنمارك                   | ميدلفارت                      | 125.3 م / 119.2 م        | |
| معبر خط الحزام الصغير العلوي 2                                   | ?         | الدنمارك                   | ميدلفارت                      | 119.5 م / 113.1 م        | |
| أبراج دويسبورغ-راينهاوزن                                         | 1926      | ألمانيا                    | دويسبورغ راينهاوزن            | 118.8 م                  | |
| معبر بولينهاوزن إلبه باورلاين                                    | ?         | ألمانيا                    | بولينهاوزن                    | 117 م                    | |
| معبر لوبانيو-بوبروونيكي فيستولا باورلاين                         | ?         | بولندا                     | Lubaniew/Bobrowniki           | 117 م                    | |
| معبر Świerże Górne-Rybaków فيستولا باورلاين                      | ?         | بولندا                     | Świerże Górne/Rybaków         | 116 م                    | |
| معبر أوسترويك تورسكو فيستولا باورلاين                            | ?         | بولندا                     | اوسترويك/ تورسكو              | 115 م                    | |
| عبور خط البوسفور العلوي 1                                        | 1957      | تركيا                      | اسطنبول                       | 113 م                    | |
| محطة ريغا للطاقة الكهرومائية تعبر البرج                          | 1974      | لاتفيا                     | سالاسبيلس                     | 112 م                    | |
| بريمن-إندوستريهافن فيزر معبر باورلاين                            | ?         | ألمانيا                    | بريمن                         | 111 م                    | اثنان من خطوط الطاقة المتوازية، أحدهما يستخدم لخط طاقة التيار المتردد أحادي الطور لشركة دويتشه بان إيه جي |
| خط عبور برج Probostwo Dolne Nowy Bógpomóz- أبرشية فيستولا السفلى | ?         | بولندا                     | Nowy Bógpomóz/Probostwo Dolne | 111 م                    | |
| معبر باورلاين دوغافا                                             | 1975      | لاتفيا                     | ريغا                          | 110 م                    | |
| بُرج معبر Nowy Bógpomóz السفلى باورلاين فيستولا Godposter-أبرشية  | ?         | بولندا                     | Nowy Bógpomóz                 | 109 م                    | |
| معبر ريجو جولاب فيستولا باورلاين                                 | ?         | بولندا                     | Regów/Golab                   | 108 م                    | |
| برج أمرين يو إي                                                  | ?         | الولايات المتحدة الأمريكية | سانت لويس بولاية ميسوري       | 106 م                    | برج راديو مع قضبان عرضية لموصلات خطوط الكهرباء                                                            |
| معبر نهر أورصوي                                                  | ?         | ألمانيا                    | أورسوي                        | 105 م                    | |
| برج كرينشي                                                       | 1999      | ماليزيا                    | الكرينشي                      | 103 م                    | أطول برج مصفاة في العالم، وليس جزءًا من معبر خط كهرباء لممر مائي                                           |
| معبر ليمفيوردين باورلاين العلوية 1                               | ?         | الدنمارك                   | Raerup                        | 101.2 م                  | |
| إنرهودار دنيبرو باورلاين معبر 2                                  | 1977      | أوكرانيا                   | إنرهودار                      | 100 م                    | أبراج تقف على القيسونات                                                                                   |
| معبر رايشولز راين باورلاين                                       | 1917      | ألمانيا                    | دوسلدورف                      | ?                        | تحت أرجل الصرح على الشاطئ الشرقي لنهر الراين، توجد السكك الحديدية إلى محطة هولتهاوزن الفرعية القريبة      |
| معبر نهر سون                                                     | 1983      | الهند                      | سون بادرا (أوتار براديش)      | 96 م                     | أبراج تقف على أساسات جيدة                                                                                 |
| معبر ستريلاسوند باورلاين                                         | ?         | ألمانيا                    | زوندهوقن                      | 85 م                     | أبراج تقف على القيسونات                                                                                   |
| 380 كيلو فولت إمس عبور خط الطاقة العلوية                         | ?         | ألمانيا                    | مارك (جنوب وينر)              | 84 م                     | |
| برج في بحيرة سانتا ماريا الاصطناعية                              | 1959      | سويسرا                     | بحيرة سانتا ماريا             | 75 م                     | برج في بحيرة اصطناعية                                                                                     |
| مرفق 4101، برج 93                                                | 1975      | ألمانيا                    | هورت                          | 74.84 م                  | حملت حتى عام 2010 سطح المراقبة                                                                            |
| زابوريزهزهيا البرج الثلاثي                                       | ?         | أوكرانيا                   | زابوريزهزهيا                  | 74.5 م                   | برجان ثلاثيان يستخدمان لعبور خط كهرباء من جزيرة خورتيتسيا إلى الشاطئ الشرقي لدنيبر                        |
| أغرسوند عبر سكاجيراك                                             | 1977      | الدنمارك                   | أجرسوند                       | 70 م                     | أطول أبراج مستخدمة لنقل HVDC في أوروبا                                                                    |
| إمتداد إياتل                                                     | 1992      | ألمانيا                    | هوفن                          | 70 م                     | أطول امتدادف ألمانيا (1444 مترًا)                                                                          |
| البرج المائل لمنجيان                                             | ?         | تايوان                     | مينجيان                       | ?                        | نصب الزلزال                                                                                               |
| معبر باورلاين في مضيق كاركينيز                                   | 1901      | الولايات المتحدة الأمريكية | بنيسيا                        | 68 م + 20                | أول عبور خط كهرباء في العالم لأكبر ممر مائي                                                               |
| البرج 310 من باورلاين إنرتكيرشن-ليتاو-ميتلين                     | 1990      | سويسرا                     | ليتاو                         | 59,5 م                   | أطول برج من الخرسانة الجاهزة                                                                              |
| الملحق 2610 ، الصاري 69                                          | ?         | ألمانيا                    | بوخوم                         | 47 م                     | برج كهربائي 220 كيلوفولت مزين بكرات في مركز رور بارك.                                                     |
| كلوسس آيسلينغن                                                   | 1980      | ألمانيا                    | ايسلينجن/ فلس                 | 47 م                     | بُرج يقف فوق نهر صغير                                                                                      |
| البرج 24 أو خط الطاقة واتري -كاشيوابارا                          | ?         | اليابان                    | أوتشيهارا، إيباراكي           | 45 م                     | بُرج يقف فوق طريق عام به مسارين                                                                            |
| برج ميكي                                                         | 1996      | الولايات المتحدة الأمريكية | سيليبريشن، فلوريدا            | 32 م                     | ميكي ماوس على شكل برج                                                                                     |
| سورس                                                             | 2004      | فرنسا                      | أمنفيل المنتجعات الصحية       | 34 م / 28 م              | 4 أبراج تُشكل عمل فني                                                                                      |
| برج قناة هيدرسفيلد الضيقة                                        | 1967      | المملكة المتحدة            | ستاليبريدج، مانشستر الكبرى    | ?                        | برج يقف فوق مجرى مائي يمكن شحنه بواسطة قوارب صغيرة                                                        |

## الصور

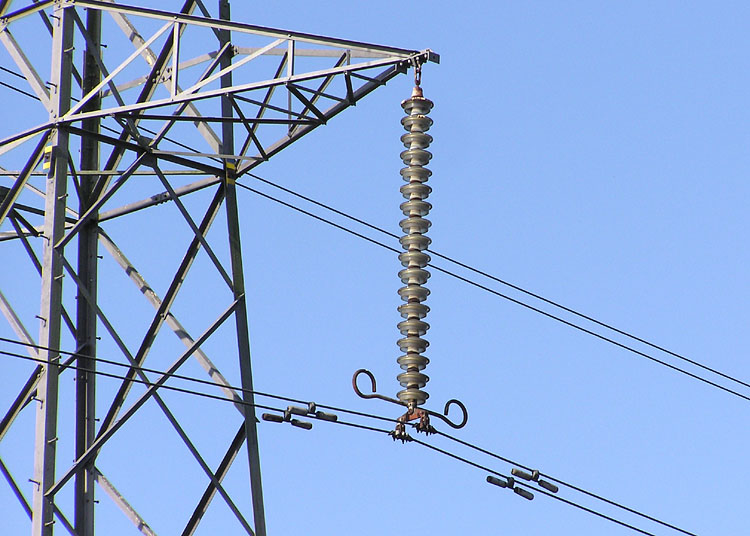
شكل العوازل في إحدى أبراج المملكة المتحدة
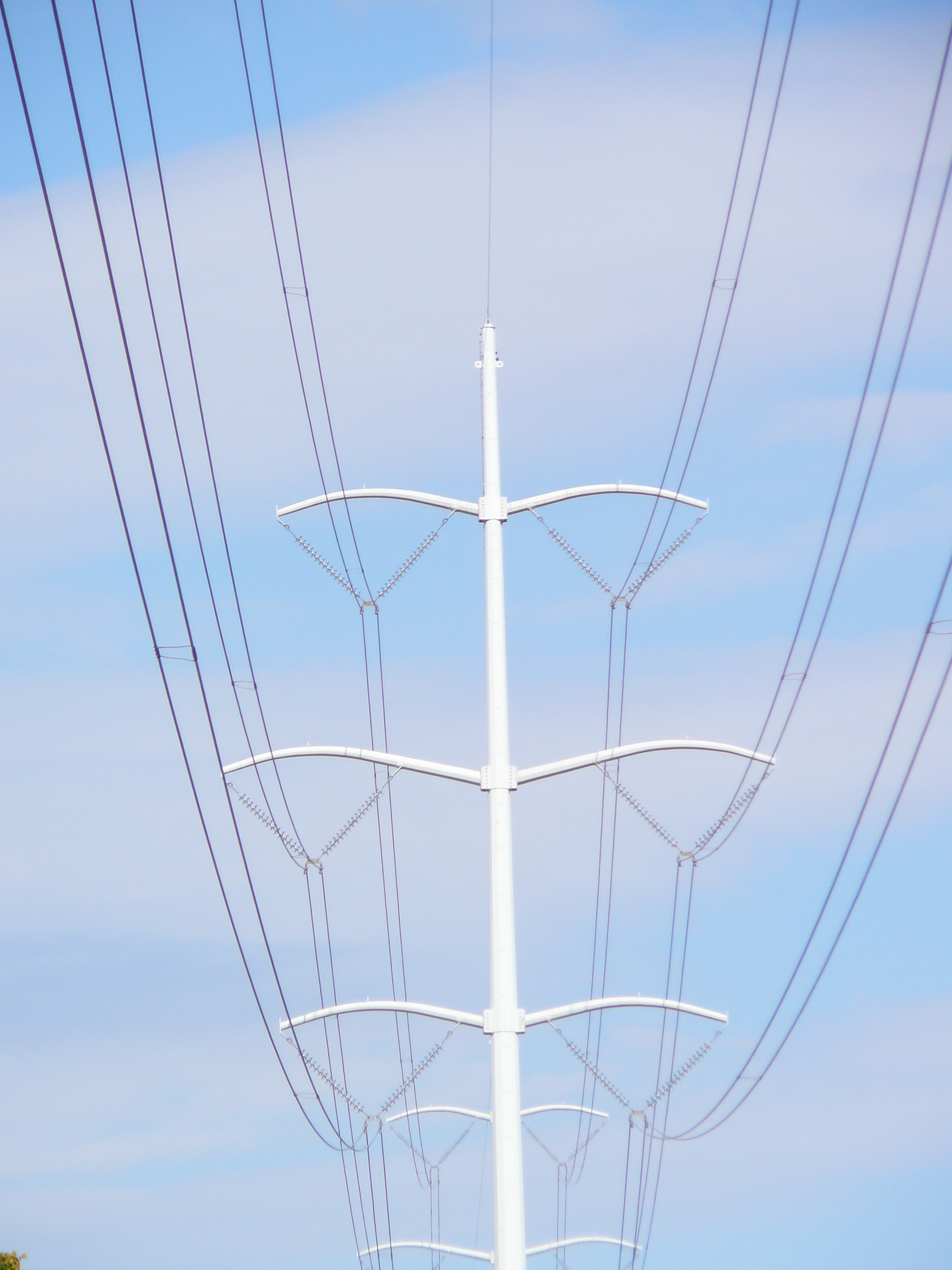
برج ضغط عالي في كندا
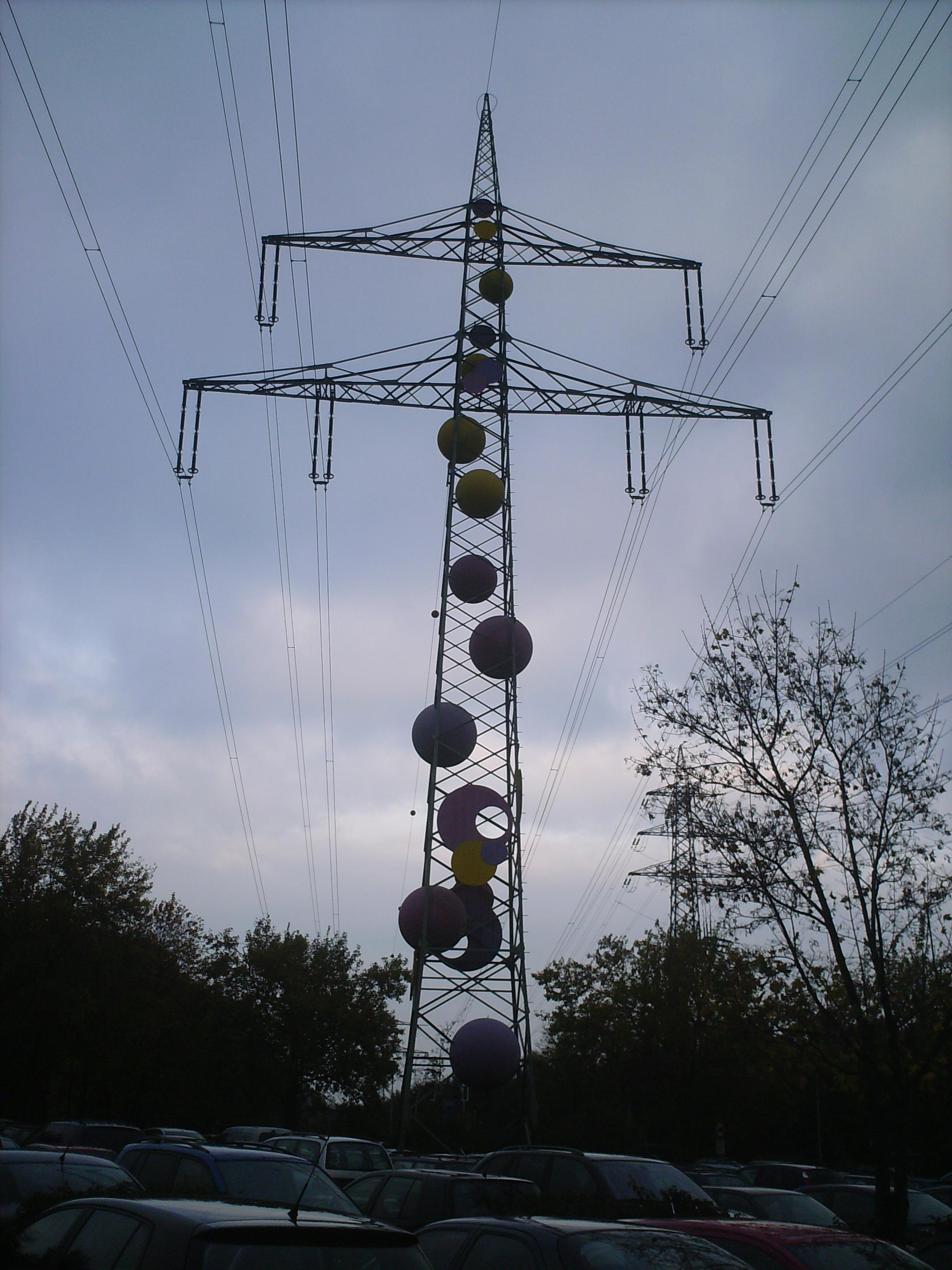
برج ضغط عالى في بوخوم , ألمانيا
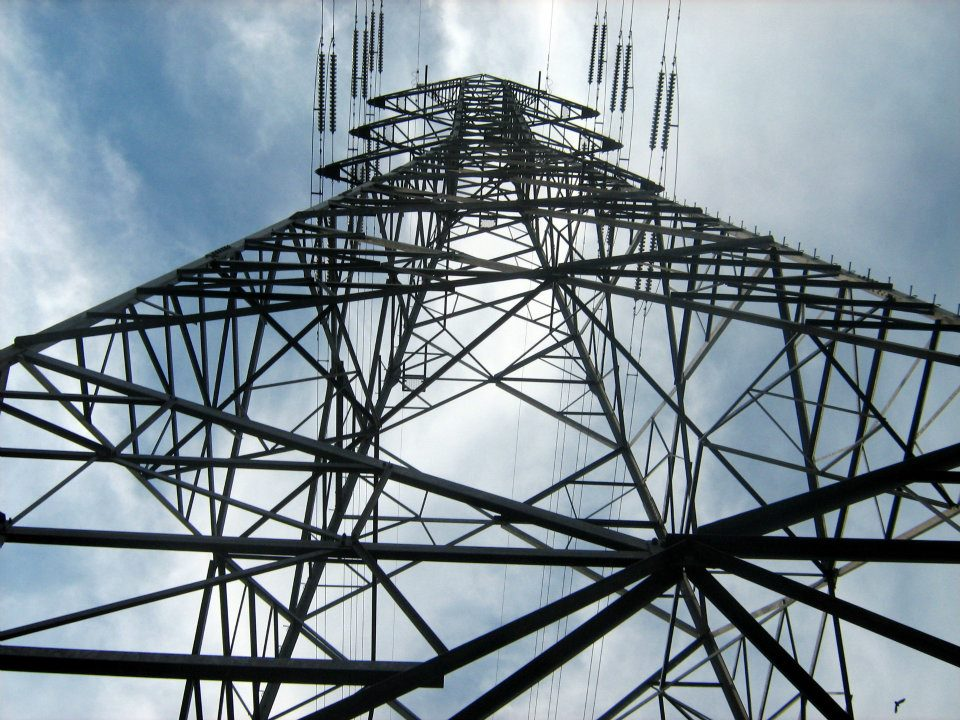
نظرة من أسفل البرج لمعرفة طوله
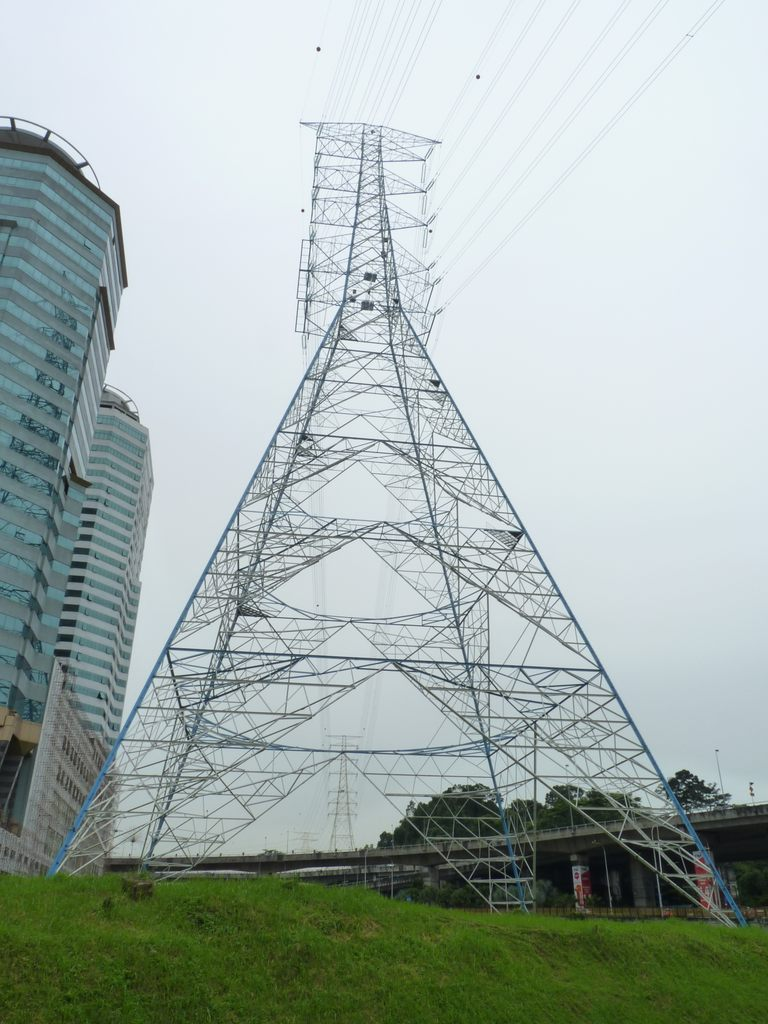
برج Kerinchi Pylon أطول برج في جنوب شرق أسيا وبالتحديد في كوالالمبور , ماليزيا
برج ضغط عالي في شعار كوريا الشمالية.
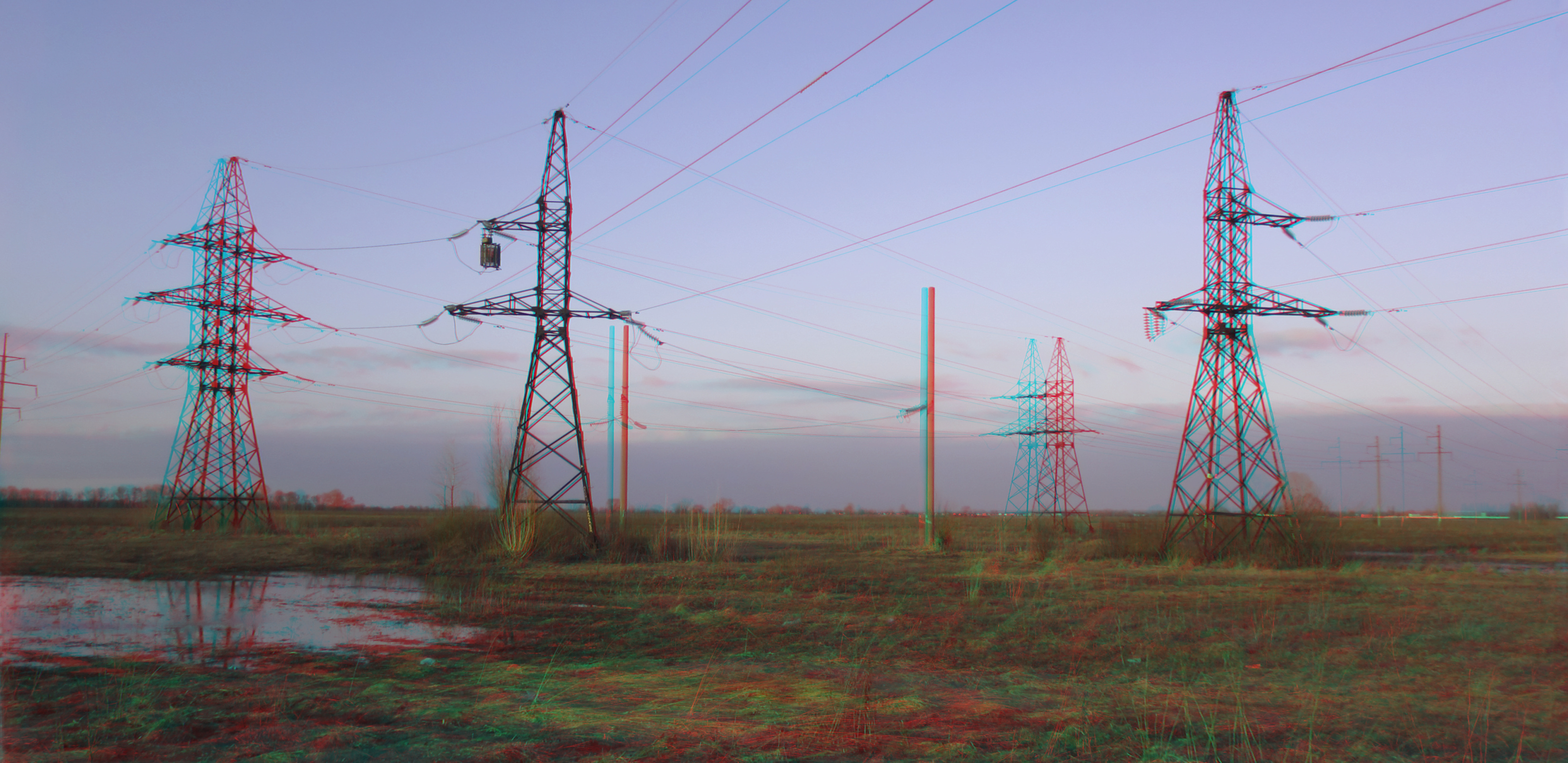
حقل من أبراج الضغط العالي في كييف , أوكرانيا
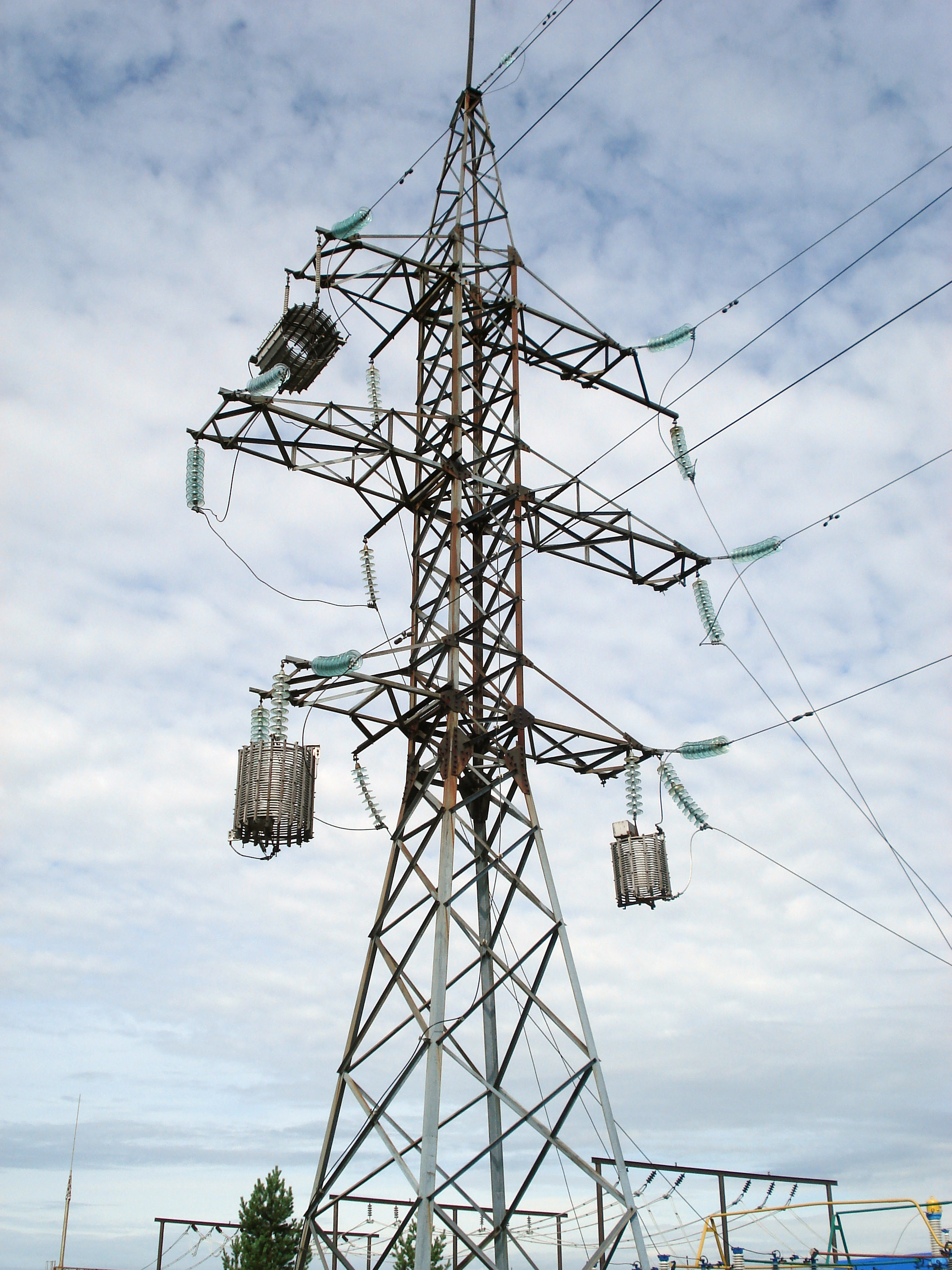
برج كهربي يستخدم كابلات مصنوعه من الألياف الضوئية
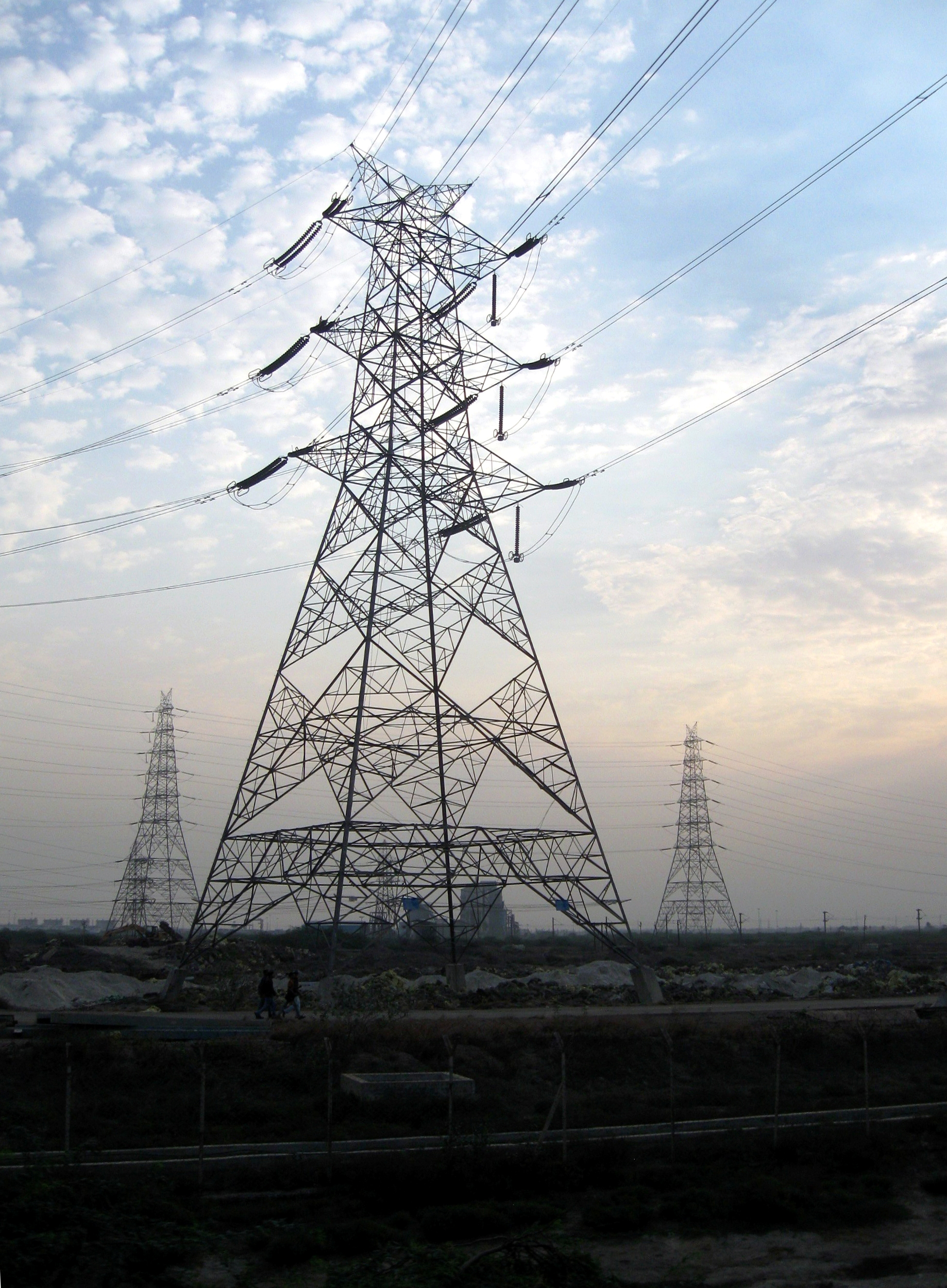
برج ضغط عالي 200 كيلو فولت في تشيناي بالهند
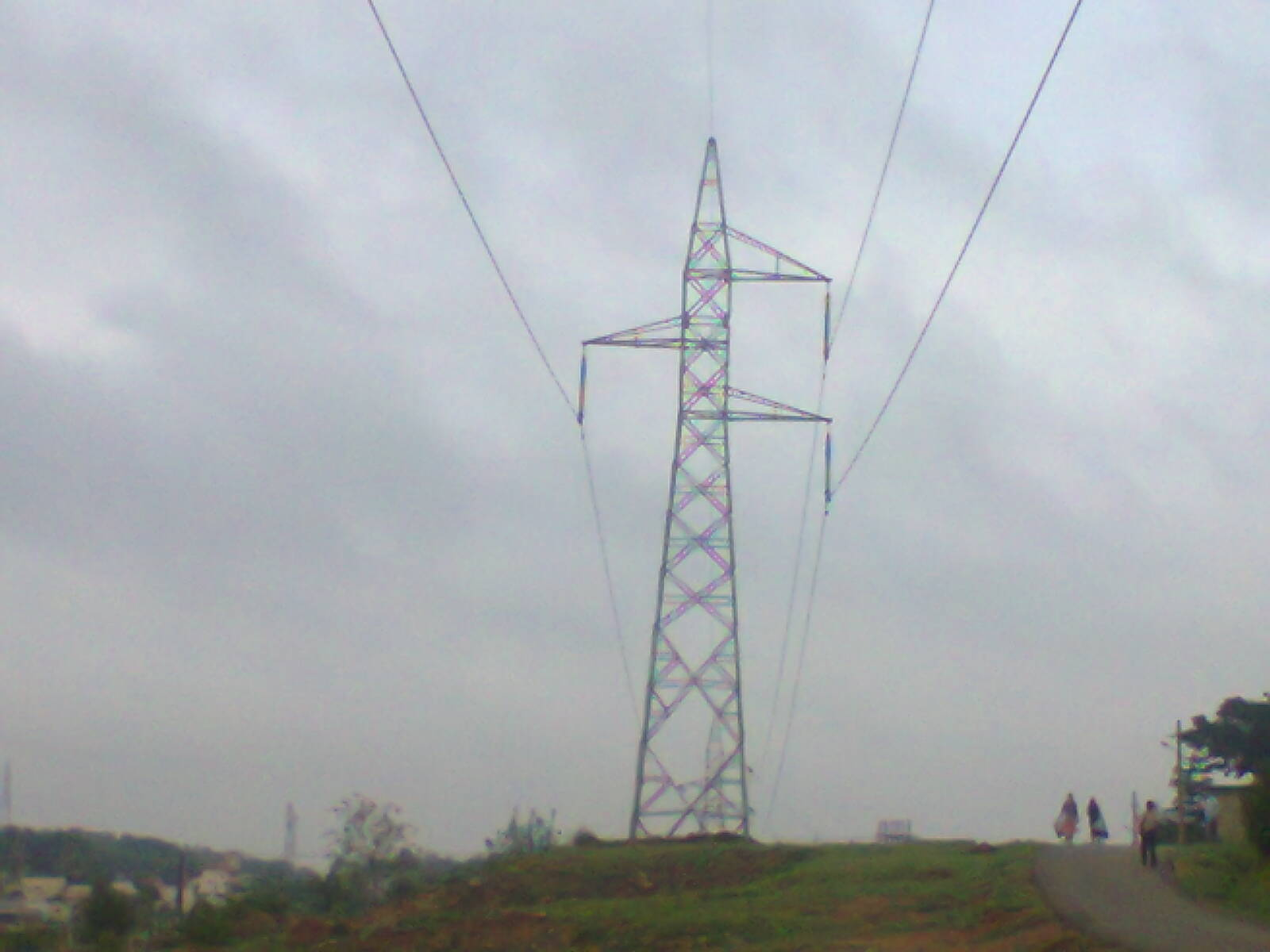
برج ثلاثي الأوجه دائرة واحدة في مدينة بنغالور بالهند.
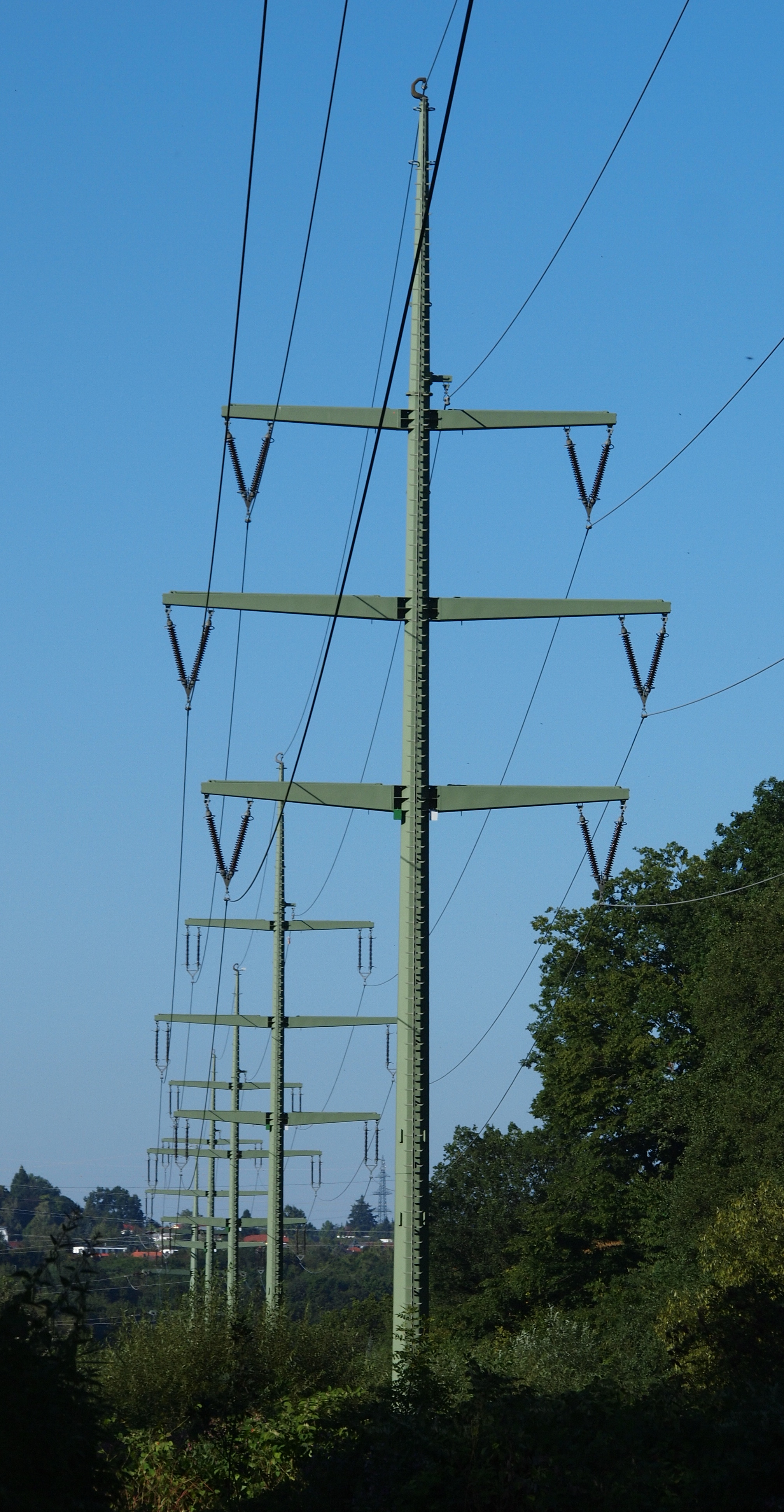
صف من أبراج الضغط العالي في الغابة السوداء في ولاية بادن فورتمبيرغ في جنوب غرب ألمانيا .